# Danny, mistr světa
Danny, mistr světa (v anglickém originále Danny, the Champion of the World) je dětská kniha z roku 1975, kterou napsal britský spisovatel Roald Dahl a ilustroval Quentin Blake.
Danny žije jen se svým otcem, neboť maminka zemřela. Otec pracuje jako provozovatel benzínové pumpy a společně bydlí v nedaleké maringotce. Hlavní zápletkou je snaha překazit majiteli panství panu Hazelovi lov na bažanty. Předtím však zasvěcuje otec Dannyho do vlastních pytláckých výprav.

## Filmové zpracování
Podle knihy byl v roce 1989 natočen televizní film Danny, světový šampión.